# Пресуда (роман)
Пресуда (енгл. Verdict) је мистериозна драма британске књижевнице Агате Кристи (енгл. Agatha Christie) објављена 1958. године.

## Историјат
Објављена је 1958. године у меком повезу у издаваштву Samuel French Ltd као Acting Edition No. 833, у тврдом је први пут објављена као The Mousetrap and Other Plays у издаваштву G. P. Putnam's Sons 1978. и у Уједињеном Краљевству у издаваштву Харпер Колинса 1993. године. Прерађена је у роман од стране Чарлса Озборна 2000.
По књизи је направљена истоимена представа коју је продуцирао Питер Сондерс, а режирао Чарлс Хикман. Премијерно је изведена у Великом театру у Вулверхемптону 25. фебруара 1958, а затим у Лондону 22. маја. Године 1987. је изведена у позоришту у Ист Фармингдејлу, а маја 2009. у Опатији Нојминстер у Луксембургу. До сада је извођена двеста педесет пута.

## О књизи
Професор Карл Хендрик је са својом женом и њеном рођаком побегао од прогона у своју домовину, у Лондон. Његова супруга Ања пати од болести која је прогресивно исцрпљује па је њена рођака Лиза негује. Убрзо се појављује Хелен Роландер, размажена ученица, која иде на приватне часове код професора.
Ова књига Агате Кристи, за разлику од већине њених рукописа, не прати убиство већ људска искуства и Хендриков однос са женама око њега. У фокусу је психологија односа и морална филозофија.